# Erwin Speckter

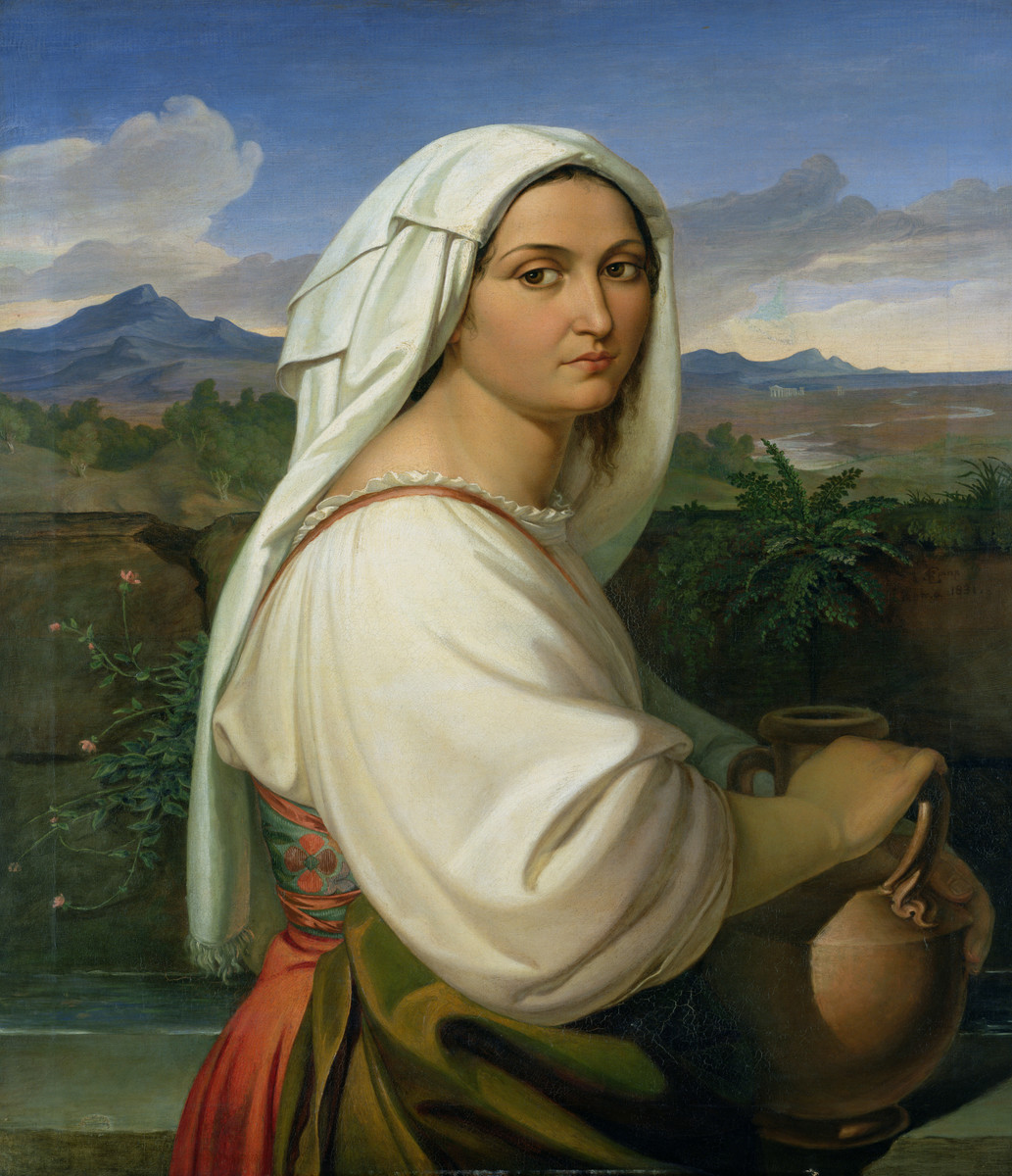
Ritratto di donna albanese (1831)

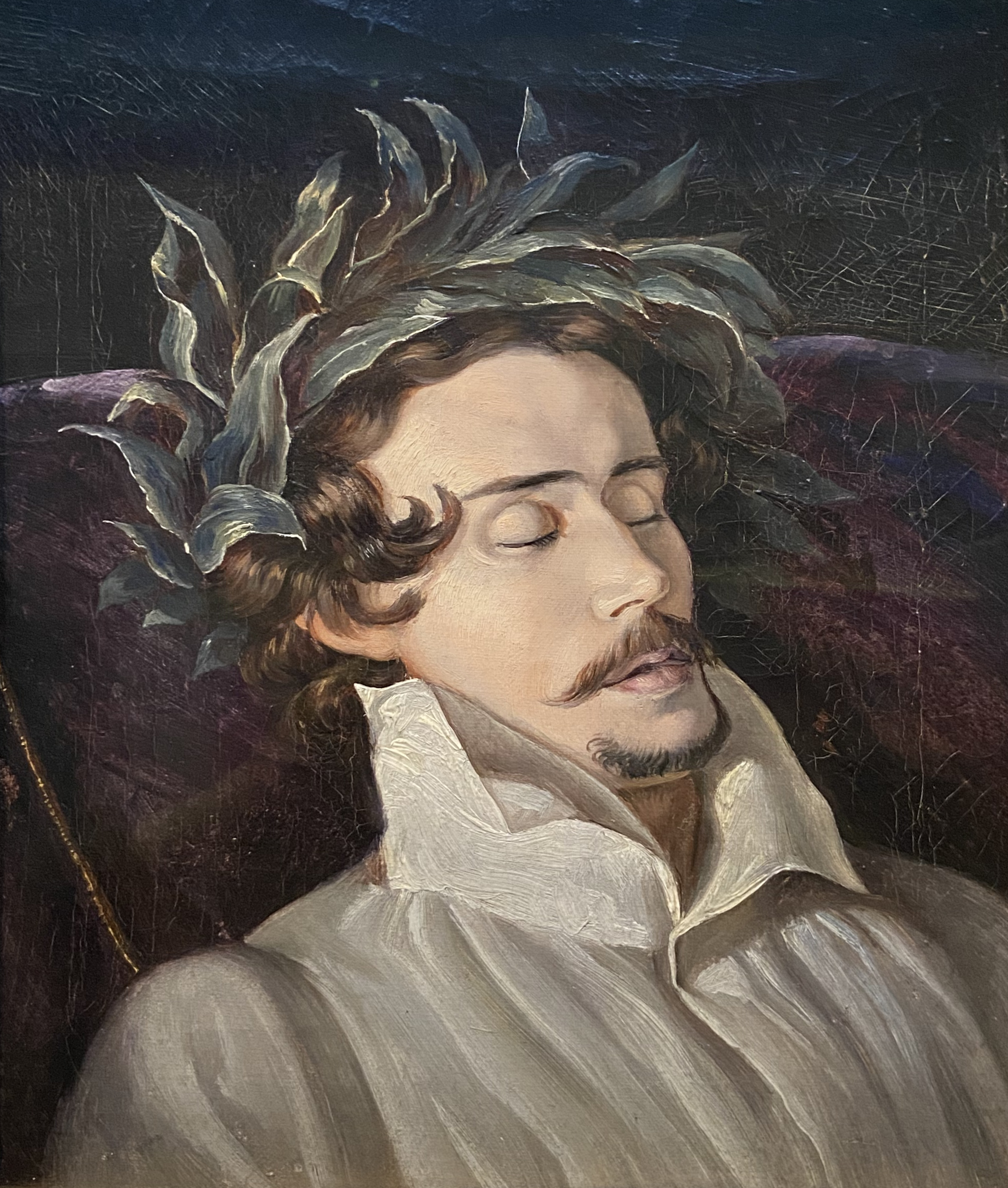
Louis Asher: Il pittore Erwin Speckter sul letto di morte (1835)

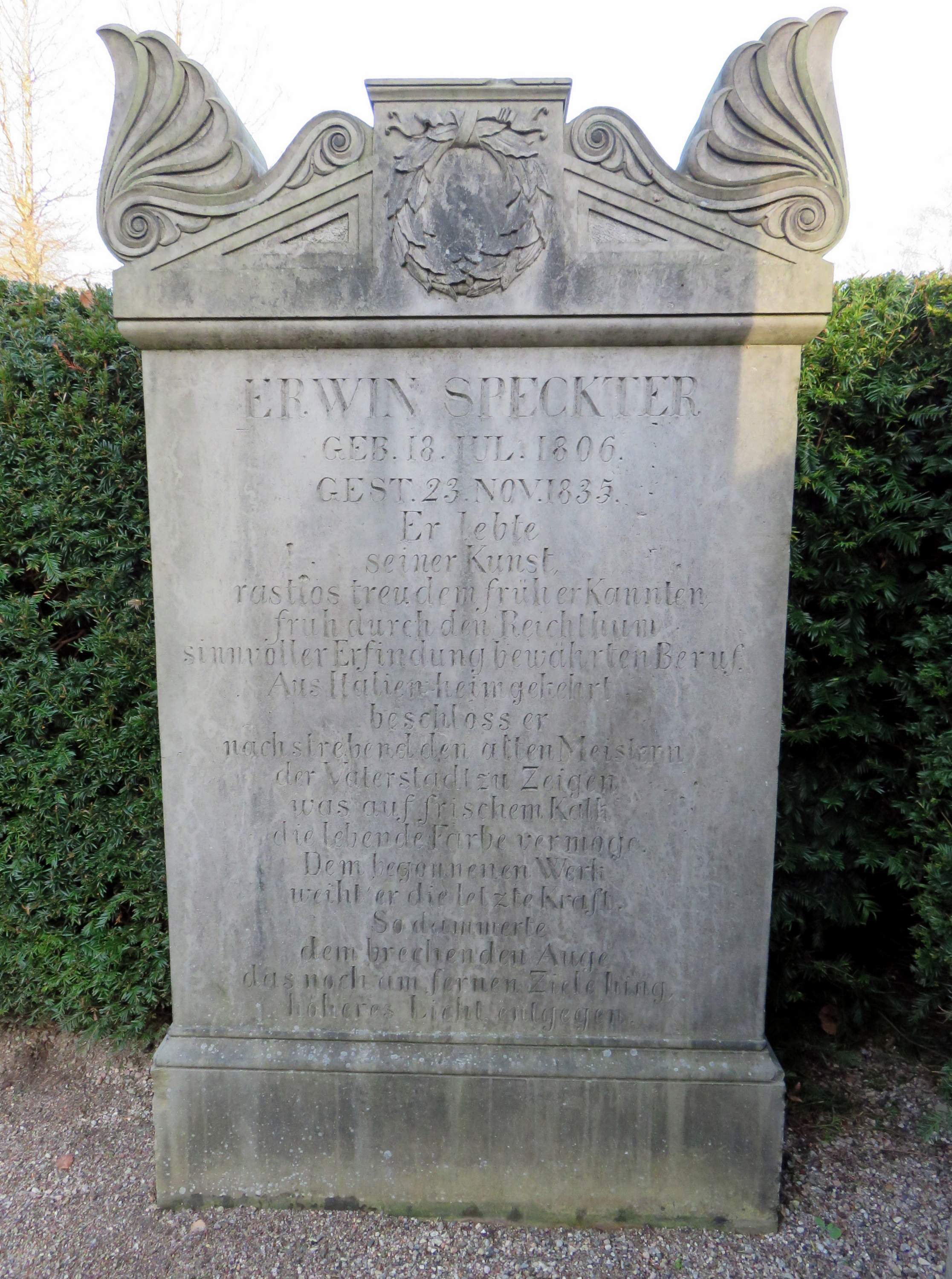
Tomba Freilichtmuseum Heckengarten cimitero di Ohlsdorf

Erwin Spekter (Amburgo, 18 luglio 1806 – Amburgo, 23 novembre 1835) fu un pittore tedesco appartenente alla Scuola di Amburgo (Hamburger Schule).

## Biografia
Erwin Speckter e suo fratello Otto erano figli del litografo amburghese Johannes Michael Speckter.
Spinti dal barone Carl Friedrich von Rumohr, i fratelli e il loro amico Julius Milde viaggiarono nel giugno 1828 attraverso Circondario dell'Holstein Orientale
verso Schleswig, per vedere l'Altare di Bordesholm nel duomo della città. Dal 1825 egli studiò a Monaco di Baviera presso Peter von Cornelius e dal 1830 si dedicò principalmente alla pittura religiosa. Dipinse anche paesaggi con figure accessorie e architetture e lasciò un significativo numero di disegni. 
Dalla sua eredità emergono le Lettere di un artista tedesco dall'Italia (Briefe eines deutschen Künstlers aus Italien) (2 volumi, Lipsia 1846).
Nel Grabmal-Freilichtmuseum Heckengarten nell'amburghese cimitero di Ohlsdorf si trova la tomba di Erwin Speckters e inoltre nel Ohlsdorfer Althamburgischen Gedächtnisfriedhofs (Cimitero memoriale della vecchia Amburgo di Ohlsdorfer), col monumento collettivo ai pittori amburghesi, viene ricordato anche lui.

## Opere
- Die Schwestern des Künstlers (Le sorelle dell'artista)
- Jakob und Rahel (Giacobbe e Rachele)
- Christi Einzug in Jerusalem (secondo Overbeck) (Ingresso di Gesù a Gerusalemme)

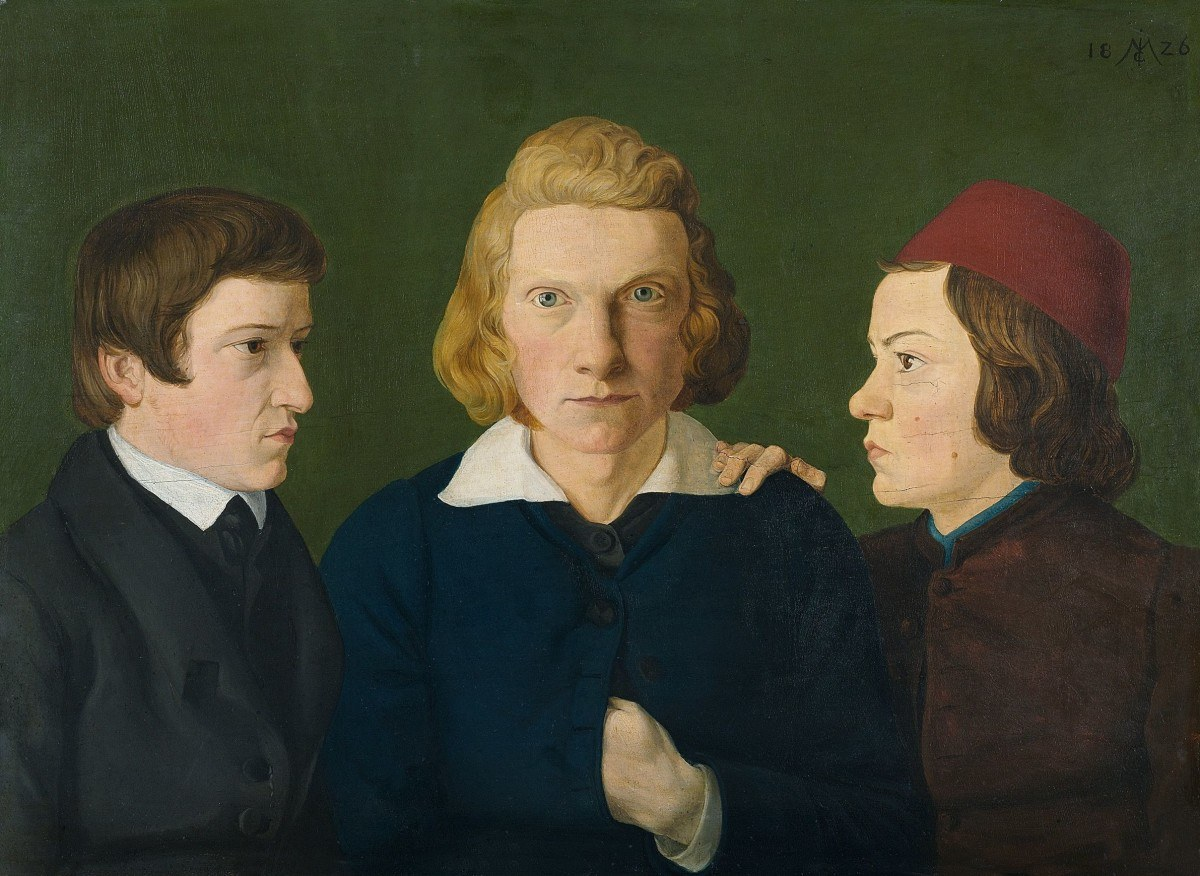
Erwin Speckter (a destra) con i pittori Carl Julius Milde (al centro) e Julius Oldach
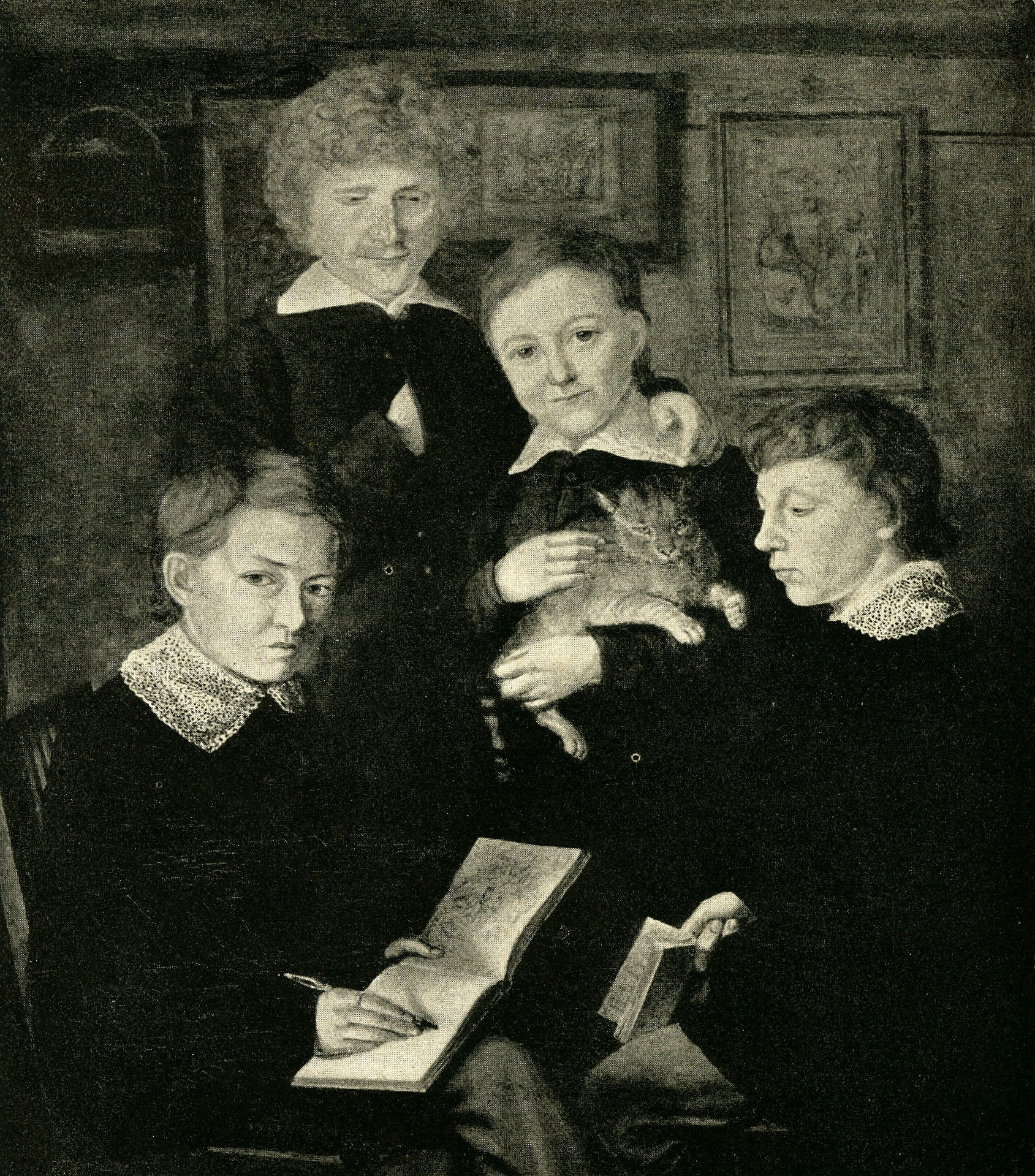
Erwin Speckter: Der Künstler und seine Freunde (l'artista e i suoi amici); da sinistra a destra: Erwin Speckter, Carl Julius Milde, Otto Speckter, Friedrich Nehrlich (Nerly)
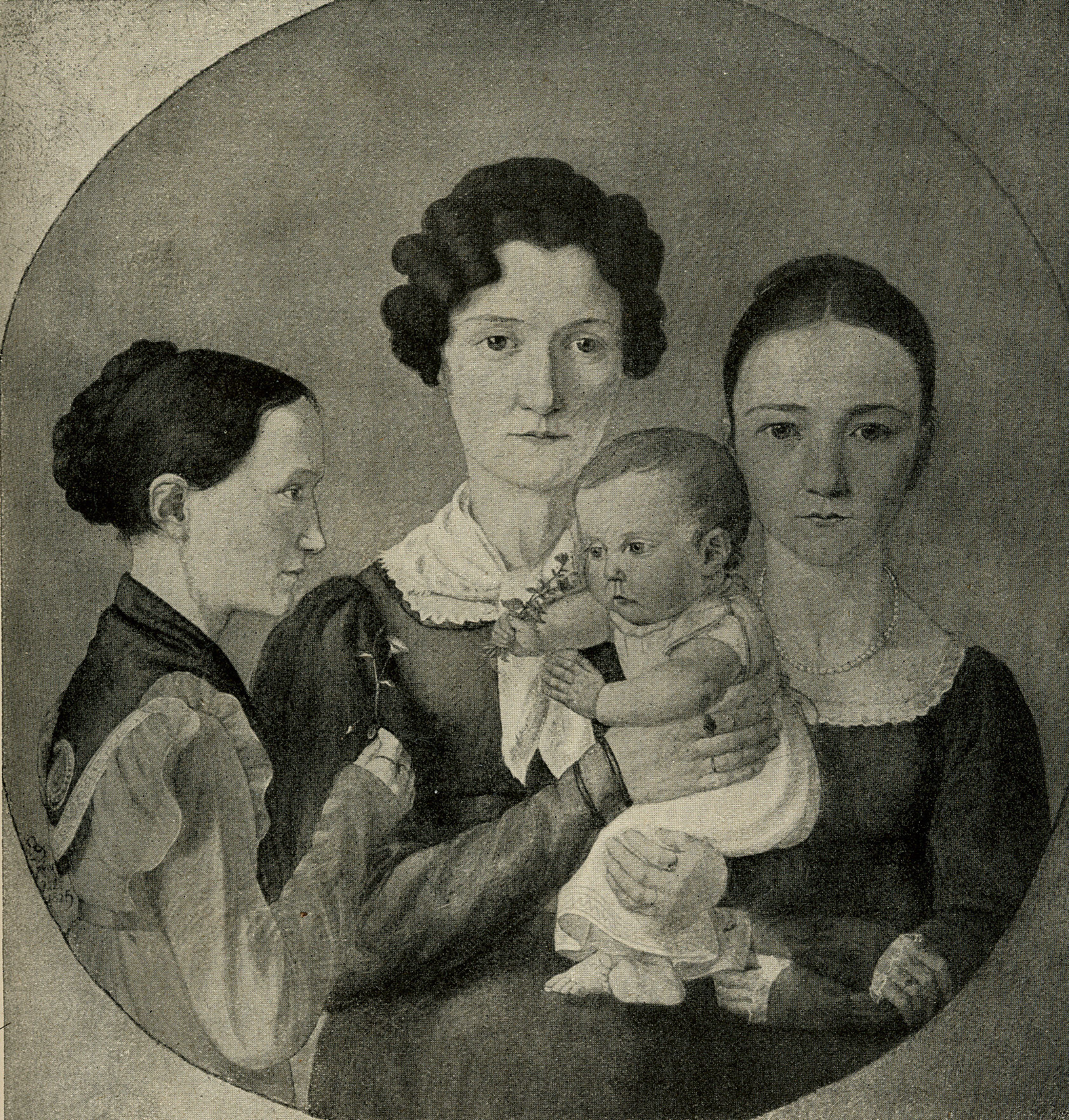
Erwin Speckter: Die Schwestern des Künstlers (1825)

## Mostre (selezione)
- 2019: Hamburger Schule – Das 19. Jahrhundert neu entdeckt ("Scuola Amburghese – Riscoperto il XIX secolo"; dal 12 aprile al 14 luglio), Hamburger Kunsthalle